# Санча Кастильская (королева Арагона)
Санча Кастильская (исп. Sancha de Castilla; 21 сентября 1154 или 1155, Толедо — 9 ноября 1208, Сихенский монастырь, Вильянуэва-де-Сихена, Королевство Арагон) — королева Арагона, супруга короля Альфонсо II Целомудренного.

## Жизнь
Санча была единственным выжившим ребёнком короля Альфонсо VII Кастильского и его второй жены, Рыксы Силезской — дочери князя-принцепса Польши Владислава II Изгнанника.
18 января 1174 года Санча в Сарагосе вышла замуж за короля Альфонса II Арагонского и родила ему восьмерых детей.
Санча покровительствовала трубадурам, в частности, Жиро де Калансону и Пьеру Раймону.
Вскоре после свадьбы Санча вступила в юридический спор с мужем по поводу земель, бывших частью её приданого. В 1177 году она вторглась в графство Рибагорса и заняла несколько деревень и крепостей, принадлежавших короне.
После смерти мужа в Перпиньяне в 1196 году Санчу оттеснил от дел её сын Педро, и она удалилась в монастырь для благородных дам Санта-Мария-де-Сихена, основанный ею же. Там она приняла обет Ордена Святого Иоанна Иерусалимского. До 1208 года о королеве-матери заботилась её рано овдовевшая дочь Констанция Арагонская, вышедшая впоследствии замуж за императора Фридриха II. Вскоре она умерла, в возрасте пятидесяти четырёх, и была похоронена перед алтарём монастыря в Вильянуэва-де-Сихене.

## Потомство

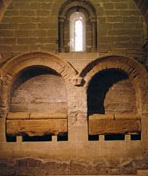
Гробница Санчи Кастильской и Педро II

- Констанция Арагонская, жена короля Имре Венгерского, а позднее — Фридриха II
- Элеонора, выданная за графа Раймона VI Тулузского
- Педро II
- Дольса (монахиня)
- Альфонс II, граф Прованса
- Фернандо, аббат монастыря в Монтеарагоне
- Рамон Беренгер (умер в младенчестве)
- Санча Арагонская, выданная в марте 1211 года за графа Раймона VII Тулузского.